# Jüdischer Friedhof (Großen-Buseck)

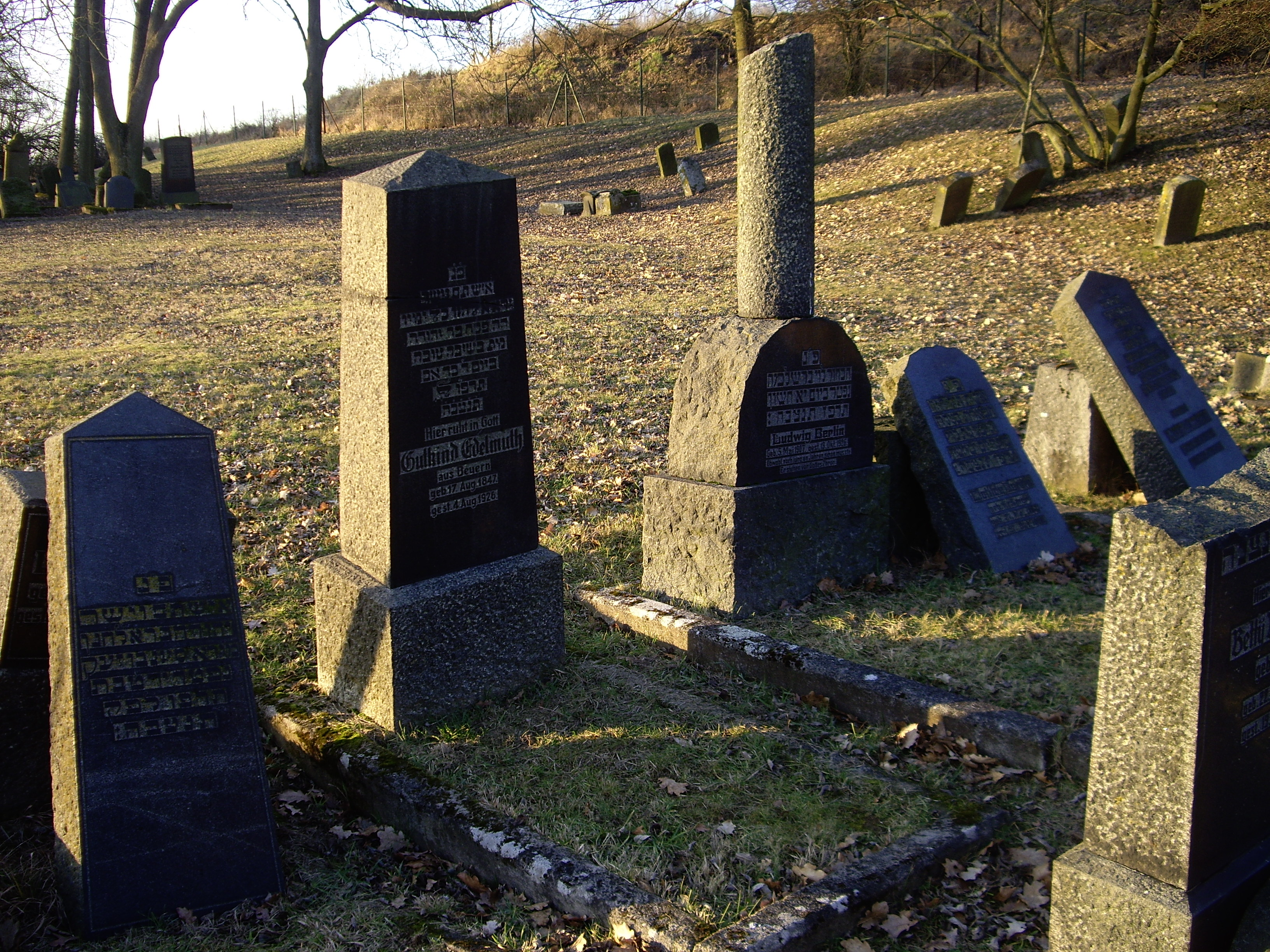
Jüdischer Friedhof Buseck

Der jüdische Friedhof Großen-Buseck in Großen-Buseck, einem Ortsteil der Gemeinde Buseck liegt im mittelhessischen Landkreis Gießen östlich der Universitätsstadt Gießen in Hessen. Er befindet sich nordwestlich der Ortslage am Hundskopf und ist zwischen Alten- und Großen-Buseck über einen Feldweg, der gegenüber dem Betonwerk an der Landstraße 3128 abzweigt, in der Gemarkung Am Judenbegräbnis erreichbar.

## Beschreibung
Der jüdische Friedhof Großen-Buseck wurde im Jahr 1769 von der adligen Familie von Buseck (genannt Münch) als jüdische Begräbnisstätte angelegt und die Gräber mussten einzeln gekauft werden. Im Jahr 1832 wurde das Friedhofsgelände von der Gemeinde Großen-Buseck erworben und gegen eine jährliche Pacht von zwölf Gulden an die jüdische Gemeinde verpachtet. Hieran anschließend konnte im Jahr 1920 die jüdische Gemeinde den Friedhof für 1867,50 Mark von der Gemeinde Großen-Buseck erwerben. Es wurden Beerdigungen für die verstorbenen jüdischen Einwohner der Orte Großen-Buseck, Alten-Buseck, Beuern und zeitweise Reiskirchen, Burkhardsfelden und Rödgen vorgenommen. Durch die Anfang des 18. Jahrhunderts bestehende reichsunmittelbare Ganerbenschaft wurden aufgrund des Judenprivilegs Juden in großer Zahl gegen Schutzgeld aufgenommen und somit bestand im Busecker Tal eine große jüdische Minorität.
Auf dem Friedhof befinden sich zahlreiche erhaltene, aber auch viele umgefallene, zerbrochene und mutwillig zerstörte Grabsteine. Im Jahr 1929 wurde für die im Ersten Weltkrieg gefallenen Juden ein Ehrenmal in der Form eines Pfeilers (Obelisk) mit trapezförmigem Abschluss und bekrönendem Davidsstern errichtet. Es befinden sich als Inschrift die Namen von Max Griesheim aus Beuern, Sally Jakob aus Großen-Buseck und Julius Löwenberg aus Reiskirchen darauf.
Das Areal des Friedhofs besteht aus einer großen rechteckigen Fläche mit einem welligen Geländeprofil und Hanglage entlang der nördlichen Außenseite und ist mit hohen, teilweise alten Bäumen bewachsen. Ein Maschendrahtzaun der den Friedhof vollständig umschließt, grenzt ihn von den angrenzenden Feldern und Wiesen ab. Der Zugang zum Friedhof ist durch ein Tor aus Metall im Bereich entlang des Feldweges möglich.
Die Friedhofsfläche umfasst 29,11 Ar und ist im Denkmalverzeichnis des Landesamts für Denkmalpflege Hessen als Kulturdenkmal aus geschichtlichen Gründen und in Verbindung mit dem Gefallenendenkmal als Gesamtanlage eingetragen.